# John Weakland
John H. Weakland (8 de gener de 1919 - 18 de juliol de 1995) va ser un dels fundadors de la teràpia breu i familiar. En el moment de la seva mort, era investigador sènior del Mental Research Institute (MRI) de Palo Alto, Califòrnia, codirector del famós Centre de Teràpia Breu de MRI i professor associat clínic emèrit del Departament de Psiquiatria. i Ciències del Comportament a la Facultat de Medicina de la Universitat Stanford.